# 叉頭燕魟
叉頭燕魟（学名：Rhinoptera javanica），又名爪哇牛鼻鱝、飛魴仔、鷹魴，为燕𫚉目燕魟科牛鼻鱝屬下的一个种。该物种主要分布于印度洋以及太平洋海域。